# Novokaterînivka, Krasnohvardiiske
Novokaterînivka (în ucraineană Новокатеринівка) este un sat în comuna Zernove din raionul Krasnohvardiiske, Republica Autonomă Crimeea, Ucraina.

## Demografie
Componența lingvistică a localității Novokaterînivka
     Tătară crimeeană (42%)
     Rusă (41,71%)
     Ucraineană (14%)
     Alte limbi (0,86%)
Conform recensământului din 2001, nu exista o limbă vorbită de majoritatea populației, aceasta fiind compusă din vorbitori de tătară crimeeană (42%), rusă (41,71%) și ucraineană (14%).